# Barbro Schönborg
 Barbro Schönborg, född 8 april 1931, död 25 juni 2014, var en svensk friidrottare (diskuskastning). Hon tävlade för Göteborgs Kvinnliga IK. Hon utsågs år 1956 till Stor grabb/tjej nummer 189.